# 苗敏學
苗敏學（1511年—？），字以勤，號问斋，山西太原府平定州人，匠籍，明朝政治人物。

## 生平
嘉靖二十五年（1546年）丙午科山西鄉試第四十九名舉人。嘉靖二十六年（1547年）中式丁未科會試第二百三名，登第三甲第一百九十二名進士。刑部觀政，嘉靖二十八年（1549年），授任長洲縣知縣。其為人廉惠耿介，因丁憂去职。调陕西长乐监监正，升博野知县。

## 家族
曾祖苗春；祖父苗澤；父苗必成，省祭官。母劉氏。子苗柟（甲子举人）、苗梧。